# Calpulalpan
Calpulalpan là một đô thị thuộc bang Tlaxcala, México. Năm 2005, dân số của đô thị này là 40790 người.